# فيليب بيري (محامي)
فيليب بيري (بالإنجليزية: Philip Perry)‏ هو محامي أمريكي، ولد في 16 أكتوبر 1964 في سان دييغو في الولايات المتحدة.

## وصلات خارجية
- الموقع الرسمي
- فيليب بيري على موقع إن إن دي بي (الإنجليزية)